# Людовик Французский (сын Людовика IX)
Людовик Французский (фр. Louis de France; 24 февраля 1244, неизвестно — 11 января 1260, Париж) — старший сын французского короля Людовика IX и Маргариты Прованской, с момента рождения и до смерти — наследник французского престола.

## Биография
Людовик появился на свет в конце 1243 или в начале 1244 года и стал третьим ребенком, рожденным в браке Людовика IX и Маргариты Прованской (прежде у них родились две девочки — Бланка и Изабелла). В 1248 году родители принца отправились в крестовый поход в Египет. Принц Людовик остался во Франции в качестве номинального правителя, а регентом при нем была назначена его бабка - мать короля Бланка Кастильская. После её смерти в 1252 году регентом стал дядя принца Людовика Альфонс де Пуатье, также участвовавший в крестовом походе, но вернувшийся во Францию раньше своего брата, оказавшегося в плену у мамлюков.
По возвращении короля из Египта в 1258 году был заключен мирный договор с Арагоном, по которому Людовик IX отказывался от претензий на Каталонию, а арагонский король Хайме I отказывался от претензий на Лангедок. Союз двух королей должна была скрепить помолвка 14-летнего принца Людовика и 10-летней дочери Хайме Изабеллы.
Король уделял большое внимание образованию наследника, и тот имел все задатки, чтобы стать достойным преемником отца. Однако зимой 1260 года 16-летний принц Людовик начал испытывать приступы резкой боли в животе (возможно связанные с аппендицитом) и вскоре умер. Новым наследником стал второй сын короля, Филипп. Ему же досталась и невеста принца Людовика Изабелла Арагонская.
Принц не был коронован, и поэтому был похоронен не в Сен-Дени, а в аббатстве Ройомон. Только при Людовике XVIII, в 1817 году, прах принца был перенесен в Сен-Дени. В связи с кончиной принца Людовика богослов Винсент из Бове написал «Утешение» для короля Людовика IX — признанный шедевр этого жанра.